# Gérard Klein
Gérard Klein, noto anche con lo pseudonimo di Gilles d'Argyre (Neuilly-sur-Seine, 27 maggio 1937), è uno scrittore di fantascienza francese.
Di professione economista, si è a lungo occupato dell'economia dei risparmi. Molto conosciuto nel mondo della fantascienza francese come autore e come editore, ha affermato di considerare la scrittura solo un passatempo. È comunque uno dei pochissimi autori europei non anglofoni a essere pubblicati e letti negli Stati Uniti.

## Biografia
Dopo il diploma in psicologia sociale alla Sorbona e quello di economia all'Istituto di studi politici di Parigi, è stato mobilitato per due anni nell'esercito durante la guerra d'Algeria.
Nel 1969 l'editore Robert Laffont gli affida la cura della collana di fantascienza Ailleurs et Demain, al tempo la più prestigiosa in Francia, e poi a partire dal 1976 quella di una decina di collane diverse. A partire dal 1986 dirige anche la collana di genere dell'editrice Le Livre de poche.
Inizia a pubblicare a 18 anni nelle riviste Galaxies e Fiction, mentre il suo primo romanzo, Embûches dans l'espace, appare nel 1958 sotto lo pseudonimo François Pagery (in collaborazione con altri due autori) composto dalle iniziali PAtrice Rondard, GÉrard Klein e RIchard Chomet. In seguito, dopo avere esordito anche nel romanzo con il suo vero nome, pubblica cinque volumi per la famosa casa editrice Fleuve noir con un altro pseudonimo, Gilles d'Argyre.
Gérard Klein è tra i primi scrittori a introdurre la propulsione solare in una storia di fantascienza, o per lo meno ha questo primato ex-æquo con Cordwainer Smith. Klein è stato tradotto in inglese, tedesco, spagnolo, italiano, russo e rumeno.

## Opere
- Les Perles du temps, 1958 (raccolta di racconti)
- Le Gambit des étoiles, 1958
- Le temps n'a pas d'odeur, 1963
- Un chant de pierre, 1966 (raccolta di racconti)
- I signori della guerra (Les Seigneurs de la guerre, 1970), traduzione di Marisa Vasta Dazzi, I Libri Pocket 552, Longanesi & C., 1976
- La Loi du talion, 1973 (raccolta di racconti)
- Histoires comme si..., 1975 (raccolta di racconti)
- Le Livre d'or de Gérard Klein, 1979 (raccolta di racconti)
- Mémoire vive, mémoire morte, 2007 (raccolta di racconti)

### Con lo pseudonimo di Mark Starr
- Il dominatore delle stelle (Embûches dans l'espace, 1958; in collaborazione con Richard Chomet e Patrice Rondard), traduzione di Patrizio Dalloro, Urania 173, Arnoldo Mondadori Editore, 1958
- Nemica occulta (Mort d'une planete), traduzione di Patrizio Dalloro, Urania 159, Arnoldo Mondadori Editore, 1957

### Con lo pseudonimo di Gilles d'Argyre

#### La Saga d'Argyre
- Chirurgiens d'une planète, 1960; ripubblicato nel 1987 come Le Rêve des forêts
- Les Voiliers du soleil, 1961
- Le Long voyage, 1964

#### Fuori serie
- Les Tueurs de temps, 1965
- Le Sceptre du hasard, 1968